# Dorcopsis
Il genere Dorcopsis Schlegel e Müller, 1845 comprende quattro specie di marsupiali della famiglia dei Macropodidi.

## Descrizione
Le specie del genere Dorcopsis, come quelle del genere affine Dorcopsulus, hanno una posizione intermedia, sia nell'aspetto sia dal punto di vista filogenetico, tra i canguri arboricoli (Dendrolagus) e gli altri canguri. Gli arti anteriori, in particolare, differiscono in lunghezza da quelli posteriori più che nei canguri arboricoli ma meno che in tutte le altre specie di canguro. Il muso glabro è abbastanza largo, le orecchie sono rotonde.

## Distribuzione e habitat
Tutte quante le specie vivono nelle foreste pluviali della Nuova Guinea.

## Biologia
Le abitudini di questi animali sono poco note. Si ritiene che l'attività sia prevalentemente notturna. La dieta consiste di erba, radici, foglie e frutti.

## Specie
Il genere comprende quattro specie:
- Dorcopside nero, Dorcopsis atrata
- Dorcopside dalle strisce bianche, Dorcopsis hageni
- Dorcopside grigio, Dorcopsis luctuosa
- Dorcopside bruno, Dorcopsis muelleri